# 9064 Johndavies
A 9064 Johndavies (ideiglenes jelöléssel 1993 BH8) a Naprendszer kisbolygóövében található aszteroida. A Spacewatch projekt keretében fedezték fel 1993. január 21-én.